# フリードリヒ (シュレースヴィヒ＝ホルシュタイン＝ゾンダーブルク＝グリュックスブルク公、1701-1766)
フリードリヒ（Friedrich von Schleswig-Holstein-Sonderburg-Glücksburg, 1701年4月1日 グリュックスブルク - 1766年11月11日 グリュックスブルク）は、シュレースヴィヒ＝ホルシュタイン＝ゾンダーブルク＝グリュックスブルク家（1622年創設）の第4代公爵（在位：1729年 - 1766年）。デンマークの将軍。

## 生涯
シュレースヴィヒ＝ホルシュタイン＝ゾンダーブルク＝グリュックスブルク公フィリップ・エルンストと、その最初の妻でザクセン＝アイゼンベルク公クリスティアンの娘であるクリスティアーネの間の第2子・長男。
幼い頃から父と同様にデンマーク軍人となるよう育てられ、1716年9月28日形式的な地位である王妃付き近衛連隊の大尉に任官、1717年12月24日正式な将校として近衛歩兵連隊所属の大尉及び中隊長とされる。1719年より5年間の長期にわたるグランドツアーに赴き、イタリア・ドイツ・オランダを周遊。しかしツアーを途中で切り上げ軍務に復帰、1723年3月近衛歩兵連隊の中佐となり、1725年6月18日一個中隊の指揮権を与えられ、1728年12月8日正式な陸軍中佐に昇格した。
1729年父の死に伴い家督を継承。1729年6月11日長年の望みであったオルデンブルク歩兵連隊所属の陸軍大佐に着任。1736年7月4日「神と王の思し召しにより（par le grace de Dieu et du roy）」エレファント勲章を受章。1737年陸軍少将に、1749年10月28日陸軍中将に、1758年3月31日陸軍大将に昇進する。1760年から1766年3月5日まで、オルデンブルク歩兵連隊の連隊長を務めた。同職を退任した年の11月初めに病に倒れ、8日間の闘病ののち死亡した。
1749年、グリュックスブルク公爵家の所領の一部であった小ベルト海峡に浮かぶ小島オールー島をデンマーク王権に売却した。

## 子女
1745年6月19日リッペ＝デトモルト伯ジーモン・ハインリヒ・アドルフの娘ヘンリエッテ・アウグステ（1725年 - 1777年）と結婚し、間に5子をもうけた。
- ゾフィー・マルガレーテ（1746年 - 1810年） - シェラン島のヴァレ（Wallöe）女子修道院長
- フリードリヒ・ハインリヒ・ヴィルヘルム（1747年 - 1779年） - グリュックスブルク公
- ルイーゼ・シャルロッテ（1749年 - 1812年） - アンハルト＝ケーテン侯カール・ゲオルク・レーブレヒト（ドイツ語版）と結婚
- ユリアーネ・ヴィルヘルミーネ（1754年 - 1823年） - ベントハイム＝シュタインフルト侯ルートヴィヒ・ヴィルヘルム（ドイツ語版）と結婚
- ジーモン・ルートヴィヒ（1756年 - 1760年）